# Jan Kersjes
Jan Kersjes (* 1. Januar 1981 in Kleve) ist ein deutscher Schauspieler.

## Leben
Kersjes absolvierte bis Juni 2006 ein Schauspielstudium an der Arturo Schauspielschule in Köln. Außerdem studierte er an der Musikhochschule Köln im Fach Gesang.
Bereits während seines Studiums spielte er neben Anna Thalbach in dem Kurzfilm Goodbye. Weiterhin spielte er am ARTheater Köln in Liebe und andere Grausamkeiten.
Im Anschluss an sein Studium spielte er an der Landesbühne Rheinland-Pfalz, am Schloßtheater Celle, bei TOR3 Musicalproduktionen in Düsseldorf und am Sommertheater Winterthur in der Schweiz. Von Herbst 2007 bis 2009 war er fest am Thalia Theater (Halle) engagiert. Daneben ist Jan Kersjes als Darsteller bei Fernsehproduktionen und Kurzfilmen sowie als Sprecher beim WDR Köln und im Synchronstudio tätig. Außerdem trat er im Kölner Raum als Musiker und Humorist auf.
Seit der Spielzeit 2009/2010 ist er Mitglied im Ensemble des Anhaltischen Theaters in Dessau und prägt dort nachhaltig die künstlerische Szene unter anderem mit seinem Schauspielkollegen Thorsten Köhler als Kunstfiguren Pit Rutten und Serge Pocken.

## Rollen und Aufführungen (Auswahl)

### Theater
- Die Drei von der Tankstelle, Regie: Maria Linke
- Paul in alter ford escort dunkelblau, Regie: Christoph Sommerfeldt
- Andres in Woyzeck, Regie: Christian Weise
- Metamorphosen Verwandlungen, Regie: Elsa Vortisch
- Rosencrantz Guildenstern in Hamlet, Regie: Niklas Ritter
- Eugen Rümpel in Pension Schöller, Regie: Werner Eng
- Christian Hoffmann in Der Turm von Uwe Tellkamp, Regie: Lukas Langhoff
- Kasimir in Kasimir und Karoline, Regie: Niklas Ritter
- Schufterle in Die Räuber, Regie: Niklas Ritter
- König George III. in Hamilton, deutsche Fassung
- Olaf in Die Eiskönigin
- Timon in Der König der Löwen

### Fernsehproduktionen
- 2003: Goodbye (Kurzfilm von Steve Hudson)
- 2007: Der Widerstand (Kurzfilm von Baris Aladag)
- 2007: Mein Leben & Ich (Fernsehserie, Episodenrolle)
- 2007: Unter uns (Fernsehserie, Episodenrolle)
- 2008: Aktenzeichen XY … ungelöst (Fernsehserie, Episodenrolle)
- 2008: 112 – Sie retten dein Leben (Fernsehserie, 2 Episoden)

## Belege
1. ↑  Absolventenliste von Juni 2006 bei der Arturo Schauspielschule (Memento des Originals vom 20. Juli 2013 im Internet Archive)  Info: Der Archivlink wurde automatisch eingesetzt und noch nicht geprüft. Bitte prüfe Original- und Archivlink gemäß Anleitung und entferne dann diesen Hinweis.

| Personendaten    | Personendaten          |
| ---------------- | ---------------------- |
| NAME             | Kersjes, Jan           |
| KURZBESCHREIBUNG | deutscher Schauspieler |
| GEBURTSDATUM     | 1. Januar 1981         |
| GEBURTSORT       | Kleve                  |